# 鎧俠

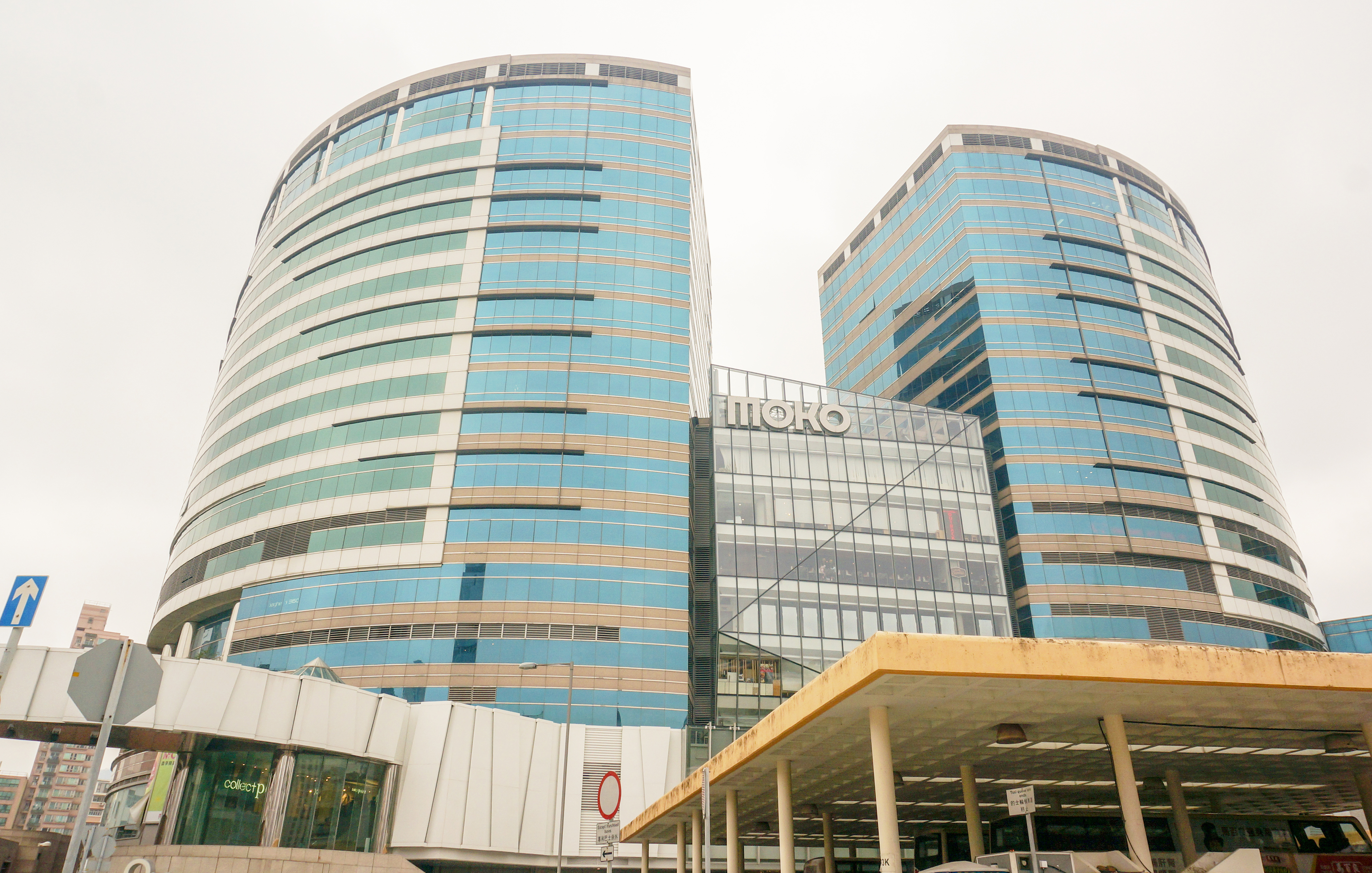
鎧俠香港的子公司 - 鎧俠亞洲設於旺角新世紀廣場辦公大樓

鎧俠（日语： Kiokushia），是一家总部位于日本東京都的電腦記憶體制造商，也是全球第二大NAND記憶體廠商，曾經為东芝的一部分。

## 歷史
早在1980年代初，东芝就研發出闪存，2015年度記憶體事業收入達8,456億日圓、獲利1,100億日圓，與核能事業並為該公司重要的經營支柱。
但2016年12月時，由於合資的核能事業西屋電氣公司（Westinghouse Electric Company LLC.）巨額虧損連累到母公司東芝，因此在2018年6月，东芝將電腦記憶體業務售予貝恩資本所主導的美日韓聯盟，成立东芝記憶體株式会社（東芝メモリ株式会社）。該聯盟除了貝恩資本之外，還有出資逾4成的東芝、SK海力士和豪雅。2019年3月1日，成为东芝記憶體控股株式会社（東芝メモリホールディングス株式会社）的全资子公司。2018年第三季度，该公司的NAND闪存固态硬盘收入在全球占比為19%。
2019年10月，公司更名为鎧俠株式會社（キオクシア株式会社），母公司同步更名為鎧俠控股株式会社（キオクシアホールディングス株式会社）。公司英文名「Kioxia」是由日文的「記憶」（kioku）和希臘文的「價值」（axia）組合而成之混成詞，中文公司名「鎧俠」為其音譯。

## 生產據點
- 四日市工廠：位於三重縣四日市市山之一色町[11]，距離四日市市的市中心近鐵四日市車站公路車程約30分鐘、東名阪自動車道的四日市東交流道車程約5分鐘[12]。1992年1月啟用，1993年正式投產[13]。2016年12月時工廠佔地約61公頃，員工約6200人[14]。

- 北上工廠：位於岩手縣北上市，東芝於2017年（平成29年）9月6日宣佈在此建立新廠[15]，2018年7月動工建設廠房[16]。